# NGC 2513
NGC 2513 је елиптична галаксија у сазвежђу Рак која се налази на NGC листи објеката дубоког неба.
Деклинација објекта је + 9° 24' 50" а ректасцензија 8h 2m 24,7s. Привидна величина (магнитуда) објекта NGC 2513 износи 11,6 а фотографска магнитуда 12,6. Налази се на удаљености од 55,086 милиона парсека од Сунца. NGC 2513 је још познат и под ознакама UGC 4184, MCG 2-21-9, CGCG 59-25, PGC 22555.